# Rehab (리한나의 노래)
Rehab는 바베이도스 가수 리한나가 그녀의 세 번째 스튜디오 앨범인 Good Girl Gone Bad (2007)를 위해 녹음한 노래이다. 데프 잼 레코딩스는 2008년 10월 6일, 미국의 컨템포퍼리 히트 라디오에 이 노래를 앨범의 다섯 번째이자 마지막 싱글로 제공했다. 2008년 12월 8일 영국에서 CD 싱글 발매되었다.
리한나가 2007년 저스틴 틴버레이크의 FutureSex/LoveShow 투어에서 팀버랜드와 동행하면서 "Rehab"의 개발이 시작되었다. 팀버레이크는 프로듀서인 하논 레인과 팀버랜드와 협업하여 노래를 썼고, 추가 보컬을 제공했다. "Rehab"는 감정적이고 우울한 후렴구를 가진 중간 템포의 R&B 노래이다. 가사는 전 연인의 고통스러운 기억에 관한 것으로, 그는 병으로 은유적으로 묘사된다.
"Rehab"는 오스트리아, 독일, 네덜란드, 노르웨이 싱글 차트에서 상위 10위 안에 들었다. 영국 싱글 차트 16위, 미국 빌보드 핫 100 18위를 기록했다. 미국 음반 산업 협회 (RIAA) 에서 더블 플래티넘 인증을 받았다. 앤서니 맨들러 LA 근처 바스케스 록스 파크에서 촬영된 뮤직비디오를 감독했다. 이 작품은 어반 뮤직 어워드에서 최고의 뮤직 비디오상을 수상했다. 리하나는 Good Girl Gone Bad 투어 (2007-2009)와 가끔 Last Girl on Earth(2010–2011) 에서 "Rehab"을 공연했다.

## 작곡 및 공개

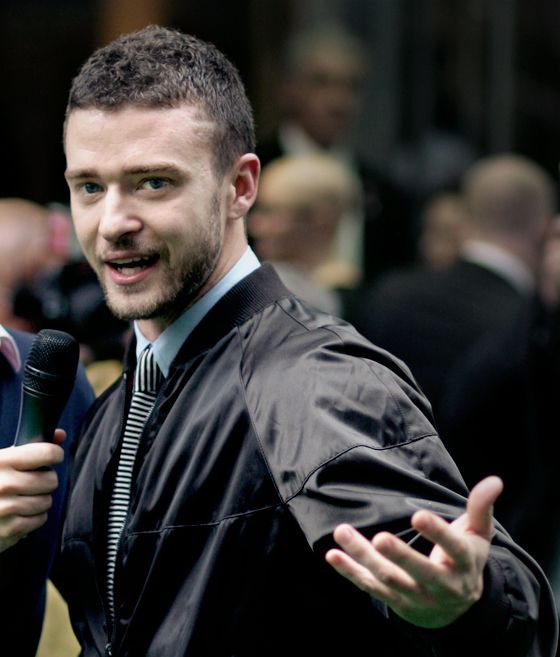
리하나에 따르면, 팀버레이크는 노래의 가사를 "자기 머릿속으로 썼습니다. 그는 종이에 아무것도 쓰지 않았습니다. 그는 부드에 들어가 노래를 불렀습니다".

"Rehab"은 리한나의 세 번째 스튜디오 앨범인 Good Girl Gone Bad을 위해 팀버랜드가 작곡하고 제작한 3곡 중 하나이다. 팀버랜드는 팀버랜드가 프로듀싱한, 2006년 팀버레이크의 앨범 FutureSex/LoveSounds을 홍보하기 위해 저스틴 틴버레이크 함께 FutureSex / LoveShow에서 투어를 진행하고 있었다. 팀버랜드 역시 제작했다. 시카고 공연을 마치고, 그들은 팀버레이크가 비트와 멜로디를 시도해봤던, 스튜디오에서 리한나와 합류했다. 몇 주 후, 세 사람은 팀버레이크가 이미 리한나를 위한 노래를 구상해놓은, 뉴욕에서 함께 모였다. 리한나에게 "Rehab"라는 노래를 작곡해주고 싶었던 팀버랜드는 팀버레이크가 들어와서 노래를 즉흥적으로 연주했을 때 비트를 프로듀싱하고 있었다.  한논 레인은 이 곡을 공동 작사하고 공동 제작했으며, 데마시오 카스테론이 2007년 뉴욕의 로크 더 미크 스튜디오에서 녹음하고 믹싱했다.  팀버랜드와 함께한 리한나의 활동은 또한 Good Girl Gone Bad를 위해 제작했던 "Sell Me Candy"와 "Lemme Get That"로 이어졌다
팀버레이크는 엔터테인먼트 위클리에게 "리하브"가 "리하나의 음악 산업에서 성인으로 받아들여질 수 있는 다리"라고 믿었다. 리하나는 디지털 스파이 로버트 코프세에게 팀버레이크와 일하는 것을 즐겼고, 세션에서 많은 것을 배웠다고 말했다. 그녀는 "주스티누스와 스튜디오에서 일하는 것은 정말 좋습니다. 그는 재미있고 모든 세션들을 즐겁게 만드는 것을 좋아합니다. 또한 가사에 관해서도 천재적입니다".
팀버레이크는 엔터테인먼트 위클리에 "리허브"가 "[리한나]가 음악 산업에서 성인으로 받아들여질 수 있는 다리"라고 믿었다고 말했다.Rihanna는 Digital Spy의 Robert Copsey에게Timberlake와 함께 일하는 것이 즐거웠고 세션에서 많은 것을 배웠다고 말했습니다. 그녀는 "스튜디오에서 저스틴과 함께 일하는 것은 정말 좋다. 그는 재미있는 사람이고 모든 세션을 즐겁게 만드는 것을 좋아한다. 그는 또한 가사에 관해서도 정말 천재적이야."

"Rehab"은 리하나의 세 번째 스튜디오 앨범인 Good Girl Gone Bad (2007) 에서 발매된 8번째이자 마지막 싱글이었다. 미국 음악 잡지인 랩업 에 따르면,  "Breakin' Dishes"와 "Rehab"은 모두 잠재적 싱글 발매였지만, "Rehab"이 선택되었다.. 데프 잼 레코딩스는 2008년 10월 6일 미국에서 컨템포러리 히트 라디오에서 녹음된 그 노래를 발표했다.  2008년 11월 3일, rhythmic contemporary 및 urban contemporary 라디오 방송국에 발매되었다.  싱글은 2008년 12월 8일 영국 머큐리 레코드에서 앨범 버전과 "Rehab"의 악기 버전이 모두 포함된 CD 싱글로 발매되었다. 같은 날, 아일랜드에서 디지털 다운로드로 출시되었다. 리하나의 'Good Girl Gone Bad tour' (2007-2009) 기간 동안 맨체스터에서 녹음된 이 곡의 라이브 공연은 영국과 아일랜드 아이튠즈 스토어에서 다운로드 할 수 있게 공개되었다. 공연은 리하나의 DVD Good Girl Gone Bad Live에 등장했다.
2008년 12월 12일, 이 노래와 악기 버전은 호주, 이탈리아, 뉴질랜드, 스페인, 스위스를 포함한 10개국에서 아이튠즈 및 7디지털에 발매되었다.  2009년 1월, 독일에서 CD 싱글로 발매되었으며, 영국 발매와 같은 소재로 발매되었다. 2009년 초, 팀버랜드는 버라이리즌 커뮤니케이션과 계약을 맺었고, 그 계약에 따라 블랙베리 스톰 휴대폰 소유자를 위한 독점적인 음악을 만들기로 했다. 그는 다양한 아티스트와 작업하고 그들의 노래를 리믹스하기로 계약을 맺었고, 버라이즌 고객이 추가 비용을 지불하지 않고 다운로드 할 수 있게 되었다. "Rehab"은 프로젝트를 위한 첫 번째 리믹스 곡으로,  이 버전은 2009년 5월 19일 캐나다와 미국에서 아이튠즈를 통해 발매되었다.

## 구성
"Rehab"는 미묘한 백비트가 있는 미드 템포 R&B 발라드이다. 소니/ATV 뮤직 퍼블리싱이 발표한 디지털 음반에 따르면, G단조로 쓰여져 있고 적당히 느린 그루브가 있으며, 보통 시간으로 설정되어 있습니다. 보컬 범위는F3에서 B♭4까지 거의 옥타브 반에 걸쳐 있다. "Rehab"는 Stevie Blacke가 연주하는 현악 섹션과 한논 레인의 키보드 멜로디가 있는 바이올린, 첼로, 탬버린 악기 그루브으로 시작된다. 그리고 나서 오프닝 라인을 부른다, "자기야, 자기야, 우리가 처음 만났을 때, 나는 그렇게 강한 것을 느껴본 적이 없었어".
비평가들은 "Rehab"의 구조와 "What Goes Around... Comes Around"와 "Cry Me a River"와 같은 팀버레이크의 일부 노래들 사이의 유사성을 지적했다. IGN의 스펜스 D.는 그 노래가 리한나의 이전 싱글과 비슷한 "R&B 스윙"을 가지고 있다고 썼다. 엔터테인먼트 위클리의 마조 왓슨과의 인터뷰에서 리한나는 노래의 가사의 의미를 설명했다. " '리하브'는 은유적인 노래다. Rehab은 우리가 그 남자를 극복해야 한다는 것을 의미한다. 그래서 우리는 스스로를 재활 센터에 입원시키는 것에 대해 이야기하는데, 이는 그를 극복해야 한다는 것을 의미한다. 그리고 우리는 그 남자를 질병이나 중독에 비유한다. " 왓슨은 더 나아가 그 노래를 "사랑에 걸린 발라드"이라고 불렀다.

## 비판적 반응
The Village Voice의 Rodney Dugue는 이 곡을 Good Girl Gone Bad 앨범의 뛰어난 곡 중 하나라고 불렀고, 보스턴 글로브의 사라 로드먼은 이 앨범에 필수적이라고 말했다. 팝매터의 쿠엔틴 B. 허프는 그것을 "작은 보석"이라고 불렀으며, 1994년 싱글 "Take a Bow"에서 마돈나와 베이비페이스가 콜라보레이션한 것과 비교했다. 빌보드 잡지는 이 곡을 "스링키 보조의 팀버레이크 배경 보컬, 긴장감 넘치는 제작, 그리고 대조적인 현악기와 기타"를 가진, 앨범의 하이라이트라고 불렀다. Vibe의  Shanel Odum은 Good Girl Gone Bad을 리뷰하면서 앨범이 주로 업템포 곡으로 구성되어 있으며 발라드는 약점이며, 결국 "Rehab"에 의해 "구원"되었다고 지적했다. IGN의 스펜스 D.는 팀버레이크와 리한나가 비슷한 음색으로 잘 어울리는다고 말했다. 그는 이 노래가 "리한나의 오래된 스타일의 R&B swoon으로 되돌아가고, 그루브는 탬버린 쉐이크, 어쿠스틱 기타 소용돌이, 그리고 미묘한 백비트를 중심으로 만들어졌다"고 썼다.  메트로 위클리의 더그 룰은 "Rehab"이 "그 자체로 특징적인 노래이며 그 중에서도 매력적인 노래이다. 그러나 팀버레이크의 최고 중 하나와 유사하다는 것은 분명하다"고 썼다.  가디언의 실비아 패터슨 이 노래를 "비참한 재활 붕괴처럼 느껴지는 잃어버린 사랑에 대한 애절한 이야기"라고 묘사했다.
피치포크 미디어 의 톰 브레이넌은 리한나가 "평소보다 인간의 감정을 닮은 무언가를 묘사하는 데 더 가까워졌지만, 그녀는 여전히 알라니스 모리셋을 사칭하도록 프로그래밍된 로봇처럼 들린다"고 썼다. 엔터테인먼트 위클리의 닐 드러밍은 "Rehab은 중간 템포 멜로 드라마의 기쁨 없는 과다 복용이다"라고 썼다. Slant 매거진의 Sal Cinquemani는 "Rehab"이 팀버레이크가 "섹시한 등이나 박스에 있는 딕스에 대한 가사를 적는 것이 더 낫다"는 것을 증명한다고 말했다. 이는 팀버레이크의 2006 싱글 "SexyBac"과 Dick in a Box"(with The Lonely Island)에 대한 언급이다.

## 차트 성과
"Rehab"는 2008년 11월 22일 미국 빌보드 핫 100 차트 91위로 진입했으며, 18위에 올랐고, 리한나의 12번째 미국 톱 20 싱글이 되었다.  또한 빌보드 팝송 차트에서 17위, 그리고 핫 R&B/힙합 노래 차트에서는 52위를 기록했다. 이 노래는 캐나다 핫 100 차트에서 2008년 12월 6일에 56위로 진입하여, 19위로 올라갔다. 2008년 11월 17일 호주 ARIA 싱글 차트 37위로 진입했고, 결국 26위에 올랐으며, 이는 리한나의 12번째 연속 호루 TOP 30 싱글이 되었다.  뉴질랜드에서는 2008년 10월 27일 싱글 차트에 24위로 처음 진입하여 12위까지 올랐다.  2009년 1월 11일, 2009년 1월 11일, 처음 차트에 오른 지 12주 만에 뉴질랜드 음반 산업 협회(RIANZ)로부터 골드 인증을 받았다. 
"Rehab"는 2008년 11월 22일 영국 싱글 차트 51위로 처음 등장했다.  2주 후, 차트에서 가장 큰 수익을 거두며 24위로 27단계를 올렸고, 그 다음 주에는 16위까지 도달했다. 이 노래는 영국에서 160,000 개 이상의 복사본이 판매되었다.. 싱글은 Ö3 오스트리아 톱 40에서 33위를 데뷔했고, 9위로 정점을 찍었다. 독일에서는 4위에 올랐고 리한나의 여섯 번째 톱 5 싱글이 되었다. 2009년 1월 17일 네덜란드 톱 40 18위로 시적헌 "Rehab"은 차트에서 4주 만에 3위를 기록했다.  노르웨이에서는 싱글 차트에 19위로 진입했고 4위에 올라 리한나의 일곱 번째 톱 5 싱글이 되었다. 슬로바키아 싱글 차트에서 8위를 기록하며 리한나의 다섯 번째 국제 TOP 10 싱글이자, 슬로바키에서 여섯 번째 TOP 10 싱글이 되었다.또한 이스라엘에서 1위를 차지했으며, 그 나라에서는 유일한 1위였다.

## 뮤직 비디오

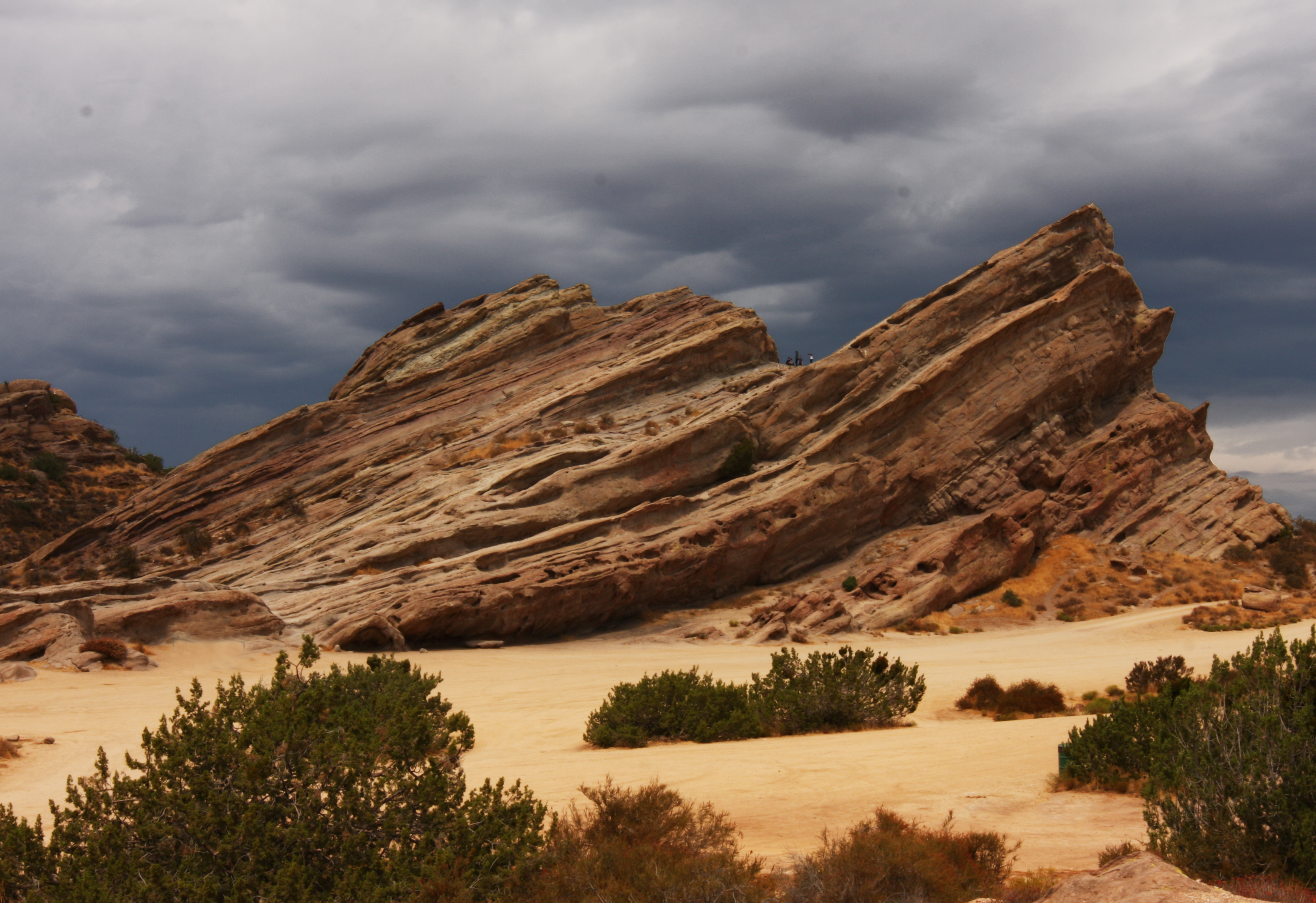
"Rehab"의 비디오는 로스앤젤레스 근처의 Vasquez Rocks Park(사진)에서 촬영되었다.

리하나는 2008년 10월 22일 로스앤젤레스 근처 바스케스 록스 파크에서 저스틴 팀버레이크와 함께 "Rehab" 뮤직비디오를 촬영했다.  리한나의 2008 싱글 "Take a Bow"와 "Disturbia"의 비디오를 연출한 앤서니 맨들러가 감독했다. 디지털 스파이의 사이먼 레이놀즈는 팀버레이크의 파트너 제시카 비엘이 "팀버레이크와 촬영하는 동안 리한나가 노출된 의상을 입고 있는 것을 보고 '배가 아프다'고 했다"고 말했다.  팀버레이크는 액세스 할리우드에 "내가 비디오에 있는 남자야, 그래서 나는 그들에게 그것에 대한 모든 불안감을 줘야 했어. 하지만 그래, 우리는 좋은 시간을 보냈어, 우리는 대부분의 시간을 촬영할 때 장난을 치고 있었어"라고 말했다. 비디오는 2008년 11월 17일 MTV와 리한나의 유튜브 채널에서 초연되었습니다. 
비디오는 리한나가 헐렁한 옷을 입고 망사 스타킹을 신고 사막에서 컨버티블 자동차에 맞서는 모습으로 시작한다. 팀버레이크는 가죽 재킷과 검은 청바지를 입고 오토바이를 타고 도착한다. 그는 더위를 식히기 위해 재킷 단추를 풀고 에어스트림 트레일러에서 리한나에게 인시하기 전에 분홍색 물에서 목욕한다. 그런 다음 이 커플은 빈티지 자동차의 후드 위로 올라간다. 다음 장면에서는 템버레이크가 큰 로켓에 누워서 기타를 연주한다.
디지털 스파이의 데이비드 볼스는 "이 팝 커플은 너무 저돌적이고, 쉽게 성저인 디스플레이를 선보였기 때문에 저스틴의 여인이 행복하지 못했다는 것은 놀라운 일이 아니다"라고 썼다. 스티븐 샤비로 (Steven Shaviro)는 Post Cinematic Affect (2010)에서 Steven Shaviro는 "Rehab", "Love Sex Magic" 및 "4 Minutes"의 비디오에서 Timberlake가 "숨막히는 성적 열을 발산한다"고 썼으며, 이 비디오들은 "조슈아 클로버가 Timberlake와 그의 프로듀서 Timbaland 사이의 '동성애' 교환으로 설득력 있게 묘사한 Timberlake의 Future Sex/Love Sounds 앨범의 비디오와 대조될 수 있다"고 썼다. "Rehab" 비디오는 2009년 Urban Music Awards에서 Best Music Video 상을 수상했다.

## 라이브 공연

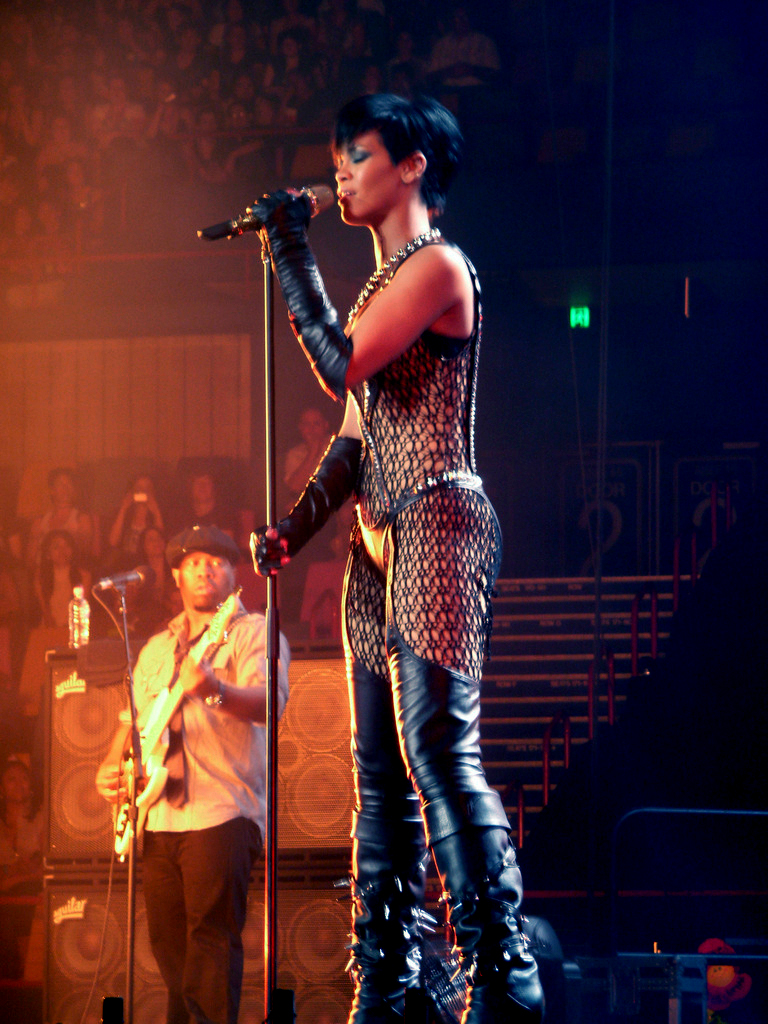
리한나는 브리즈번에서 그녀의 굿걸 고네 배드 투어에서 공연하고 있다

2008년 4월 28일, 리하나는 웨스트의 '글로 인 더크 투어'의 일환으로 칸예 웨스트, N.E.R.D, 루페 피아스코 함께 펩시 센터 공연했다.  그녀는 "Rehab"과 Good Girl Gone Bad의 다른 노래들을 불렀다. 덴버 포스트의 존 웬젤은 "Rehab"과 다른 노래들이 "더 많은 백보컬, 또는 아마도 더 집중된 퍼포먼스 접근 방식의 혜택을 받았을 것"이라고 썼다. 싱글을 홍보하기 위해 리한나는 2008년 11월 23일 2008년 아메리칸 뮤직 어워드에서 라이브로 "Rehab"를 공연했으며, 그곳에서 그녀는 가장 좋아하는 팝/록 여성 아티스트와 가장 좋아하는 소울/R&amp;B 여성 아티스트 상을 수상했다.  시상식에서 그녀는 안대를 착용하여고 공연했는데, 나중에 메인 스테이지로 내려가자 벗었다.
"Rehab"은 리한나의 ' Good Girl Gone Bad Tour' (2007-2009)의 세트리스트 네 번째 곡이었다. 맨체스터에서의 그녀의 공연은 아이튠즈를 통해 영국에서 공개되었으며 Good Girl Gone Bad Live DVD에 등장한다. 리한나는 2009년 2월 7일 그래미 전 파티에서 "Rehab"을 공연했다. 그녀는 제 51회 그래미 시상식에서 공연할 예정이었으나, 당시 남자친구인 가수 크리스 브라운과 말다툼을 한 후 공연을 취소했다.
"Rehab"은 리하나의 2010년 'Last Girl on Earth' 투어의 12번째 곡으로, 그녀는 머리와 팔다리를 금속 캐스트로 장식된 치료사의 소파에서 공연했다. 버라이티의 데이비드 스프라그(David Sprague)는 매디슨 스퀘어 가든에서의 그녀의 Rehab 공연은 "레아브"를 실망스럽게 이어졌다고 말했다. 뉴욕 타임즈 의 벤 라트리프 "Rehab" 동안 리하나의 입술 컬과 'Rude Boy' 동안 낮은 힙 그린드는 그녀의 바디랭귀지의 대히트였다"고 썼다. 시티 라이프의 데보라 린턴은 리하나가 "정신병 소파를 섹시하게 만들기도 한다". 린턴은 쇼의 무대 세트를 인상적이고 상상력이 풍부했다고 말했다. 프로비던스 저널의 릭 마시모는 리한나가 "Rehab" 동안 자신을 네온사인으로 표현한 것처럼 보였고, 관객을 거의 언급하지 않았고, 쇼의 마지막까지 진부한 클리셰를 넘어서지 않았다"고 썼다. 2009년 리한나의 싱글 "러시아 룰렛"과 "Rehab"은 호주 투어 기간 동안 세트 목록에서 제외되었다.

## 출력 역사
| 지역       | 날짜             | 형식 (들)                                                                      | 버전 (들)             | 표기   | Ref.          |
| ---------- | ---------------- | ------------------------------------------------------------------------------ | --------------------- | ------ | ------------- |
| 미국       | 2008년 10월 6일  | 현대 히트 라디오                                                               | 원본                  | 디프 ⁇ | [ 9 ]         |
| 미국       | 2008년 11월 3일  | Rhythmic contemporary radio Urban contemporary music\|urban contemporary radio | 원본                  | 디프 ⁇ | [ 10 ] [ 11 ] |
| 아일랜드   | 2008년 12월 8일  | 디지털 다운로드                                                                | MEN 아레나에서 라이브 | 보편적 | [ 13 ]        |
| 영국       | 2008년 12월 8일  | CD                                                                             | Original instrumental | 수소   | [ 12 ]        |
| 호주       | 2008년 12월 12일 | 디지털 다운로드                                                                | Original instrumental | 디프 ⁇ | [ 17 ]        |
| 이탈리아   | 2008년 12월 12일 | 디지털 다운로드                                                                | Original instrumental | 디프 ⁇ | [ 66 ]        |
| 네덜란드   | 2008년 12월 12일 | 디지털 다운로드                                                                | Original instrumental | 디프 ⁇ | [ 67 ]        |
| 뉴질랜드   | 2008년 12월 12일 | 디지털 다운로드                                                                | Original instrumental | 디프 ⁇ | [ 68 ]        |
| 노르웨이   | 2008년 12월 12일 | 디지털 다운로드                                                                | Original instrumental | 디프 ⁇ | [ 69 ]        |
| 스페인     | 2008년 12월 12일 | 디지털 다운로드                                                                | Original instrumental | 디프 ⁇ | [ 70 ]        |
| 스웨덴     | 2008년 12월 12일 | 디지털 다운로드                                                                | Original instrumental | 디프 ⁇ | [ 71 ]        |
| 스위스     | 2008년 12월 12일 | 디지털 다운로드                                                                | Original instrumental | 디프 ⁇ | [ 72 ]        |
| 벨기에     | 2008년 12월 15일 | 디지털 다운로드                                                                | Original instrumental | 디프 ⁇ | [ 73 ]        |
| 포르투갈   | 2008년 12월 15일 | 디지털 다운로드                                                                | Original instrumental | 디프 ⁇ | [ 74 ]        |
| 오스트리아 | 2008년 12월 19일 | 디지털 다운로드                                                                | Original instrumental | 보편적 | [ 75 ]        |
| 독일       | 2009년 1월 9일   | CD                                                                             | Original instrumental | 보편적 | [ 76 ]        |
| 캐나다     | 2009년 5월 19일  | 디지털 다운로드                                                                | 티무반랜드 리믹스     | 디프 ⁇ | [ 77 ]        |

## 참고자료
1. 1 2 3 4 5  《Entertainment Weekly》. |제목=이(가) 없거나 비었음 (도움말)
2. ↑  “'Rehab' Writing Credits”. American Society of Composers, Authors and Publishers. 2011년 9월 29일에 원본 문서에서 보존된 문서. 2010년 8월 19일에 확인함.
3. ↑  Vineyard, Jennifer (2008년 2월 8일). “Justin Timberlake's Fooling 'Around' Resulted In Award-Nominated Song: Behind The Grammys”. MTV News. MTV Networks. 2010년 12월 13일에 원본 문서에서 보존된 문서. 2008년 5월 27일에 확인함.
4. ↑  《Good Girl Gone Bad》 (inlay cover). Rihanna. The Island Def Jam Music Group. 2007. 5쪽. 6-009143-327931.
5. ↑  Levine, Nick (2008년 6월 10일). “Rihanna: 'Good Girl Gone Bad Reloaded'”. Digital Spy. Hachette Filipacchi Médias|Hachette Filipacchi Ltd. 2009년 10월 25일에 원본 문서에서 보존된 문서. 2011년 10월 6일에 확인함.
6. ↑  《Entertainment Weekly》. |제목=이(가) 없거나 비었음 (도움말)
7. ↑  Copsey, Robert (2010년 5월 20일). “Music – News – Rihanna: 'Timberlake is a lyrical genius'”. Digital Spy. Hachette Filipacchi Ltd. 2012년 6월 12일에 원본 문서에서 보존된 문서. 2010년 9월 1일에 확인함.
8. ↑  “Rihanna Co-Hosts 'TRL' Again”. 《Rap-Up》. Devine Lazerine. 2012년 3월 10일에 원본 문서에서 보존된 문서. 2011년 9월 25일에 확인함.
9. 1 2  “R&R :: Going for Adds :: CHR/Top 40”. Going for Adds. Radio and Records. 2008년 6월 10일. 2012년 1월 19일에 원본 문서에서 보존된 문서. 2010년 9월 6일에 확인함.
10. 1 2  “R&R :: Going for Adds :: Rhythmic”. Going for Adds. Radio and Records. 2008년 11월 3일. 2012년 1월 19일에 원본 문서에서 보존된 문서. 2010년 9월 6일에 확인함.
11. 1 2  “R&R :: Going for Adds :: Urban”. Going for Adds. Radio and Records. 2008년 11월 3일. 2012년 1월 19일에 원본 문서에서 보존된 문서. 2010년 9월 6일에 확인함.
12. 1 2  “Rehab (2-Track):Rihanna”. Amazon United Kingdom. 2013년 4월 19일에 원본 문서에서 보존된 문서. 2011년 9월 26일에 확인함.
13. 1 2  “Rihanna – Rehab”. 7digital Ireland. 2008년 12월 8일. 2009년 1월 11일에 원본 문서에서 보존된 문서. 2010년 9월 9일에 확인함.
14. ↑  “Rehab – Single”. iTunes Store (GB). Apple. 2012년 11월 9일에 원본 문서에서 보존된 문서. 2009년 8월 31일에 확인함.
15. ↑  “Rehab – Single”. iTunes Store (IE). Apple. 2012년 11월 9일에 원본 문서에서 보존된 문서. 2010년 9월 9일에 확인함.
16. 1 2  “Good Girl Gone Bad (Live)”. iTunes Store (GB). Apple. 2010년 11월 2일에 원본 문서에서 보존된 문서. 2011년 9월 26일에 확인함.
17. 1 2  “Rehab – Single”. iTunes Store (AU). Apple. 2008년 12월 12일. 2016년 3월 7일에 원본 문서에서 보존된 문서. 2010년 9월 6일에 확인함.
18. 1 2  《Billboard》 (Nielsen Business Media). |제목=이(가) 없거나 비었음 (도움말)
19. 1 2  《Entertainment Weekly》. |제목=이(가) 없거나 비었음 (도움말)
20. 1 2 3 4  D, Spence (2007년 6월 5일). “Rihanna – Good Girl Gone Bad – Music Review”. IGN. News International. 2011년 6월 28일에 원본 문서에서 보존된 문서. 2010년 8월 31일에 확인함.
21. 1 2 3  “Digital Sheet Music – Rihanna – Rehab”. Sony/ATV Music Publishing. 2015년 4월 19일에 원본 문서에서 보존된 문서. 2007년 7월 26일에 확인함.
22. 1 2  Huff, Quentin B. (2007년 6월 26일). “Rihanna: Good Girl Gone Bad”. PopMatters. PopMatters Media. 2011년 9월 20일에 원본 문서에서 보존된 문서. 2010년 8월 31일에 확인함.
23. 1 2  Rule, Doug (2007년 7월 5일). “Bad Girl: With her new album, Rihanna proves herself to be the new bad girl of our good-pop dreams”. 《Metro Weekly》 (Jansi LLC). 2011년 11월 19일에 원본 문서에서 보존된 문서. 2010년 9월 9일에 확인함.
24. ↑  《Entertainment Weekly》. |제목=이(가) 없거나 비었음 (도움말)
25. ↑  Dugue, Rodney (2007년 5월 29일). “Mediocre Girl Gone Good”. 《The Village Voice》 (Village Voice Media). 2011년 8월 5일에 원본 문서에서 보존된 문서. 2008년 8월 31일에 확인함.
26. ↑  Rodman, Sarah (2007년 6월 12일). “Bad never sounded so good”. 《Boston Globe》. 2009년 6월 10일에 원본 문서에서 보존된 문서. 2010년 8월 31일에 확인함.
27. ↑  《Billboard》. |제목=이(가) 없거나 비었음 (도움말)
28. ↑  “Singing in the rain: an exclusive interview with Rihanna”. 《The Guardian》. 2007년 8월 26일. 2012년 2월 8일에 원본 문서에서 보존된 문서. 2012년 1월 30일에 확인함.
29. ↑  Breinan, Tom (2007년 6월 15일). “Album Reviews: Rihanna: Good Girl Gone Bad”. 《Pitchfork Media》. 2011년 10월 16일에 원본 문서에서 보존된 문서. 2010년 8월 31일에 확인함.
30. ↑  Cinquemani, Sal (2007년 5월 22일). “Rihanna: Good Girl Gone Bad”. Slant Magazine. Creative Nonfiction. 2011년 11월 14일에 원본 문서에서 보존된 문서. 2010년 8월 31일에 확인함.
31. ↑  《Billboard》. |제목=이(가) 없거나 비었음 (도움말)
32. ↑  《Billboard》. |제목=이(가) 없거나 비었음 (도움말)
33. ↑  《Billboard》. |제목=이(가) 없거나 비었음 (도움말)
34. ↑  “Rihanna – Rehab”. ARIA Charts. Hung Medien. 2011년 12월 14일에 원본 문서에서 보존된 문서. 2011년 10월 2일에 확인함.
35. ↑  “Rihanna – Rehab”. Recording Industry Association of New Zealand. Hung Medien. 2022년 1월 23일에 원본 문서에서 보존된 문서. 2011년 10월 2일에 확인함.
36. ↑  “Chart 1651 – Monday 12 January 2009”. Recording Industry Association of New Zealand. 2011년 10월 2일에 원본 문서에서 보존된 문서. 2011년 10월 2일에 확인함.
37. ↑  “Rihanna - Rehab”. Official Charts Company. 2015년 4월 3일에 원본 문서에서 보존된 문서. 2011년 12월 5일에 확인함.
38. ↑  “2008-12-06 Top 40 Official UK Singles Archive”. Official Charts Company. 2017년 4월 21일에 원본 문서에서 보존된 문서. 2011년 11월 24일에 확인함.
39. ↑  “2008-12-20 Top 40 Official UK Singles Archive”. Official Charts Company. 2008년 12월 20일. 2020년 10월 18일에 원본 문서에서 보존된 문서. 2011년 10월 2일에 확인함.
40. ↑  “Rihanna – Official Top 20 Selling Singles”. MTV. MTV Networks. 2011년 9월 2일에 원본 문서에서 보존된 문서. 2011년 8월 3일에 확인함.
41. ↑  “Rihanna – Rehab” (독일어). Ö3 Austria Top 75. Hung Medien. 2011년 9월 21일에 원본 문서에서 보존된 문서. 2011년 10월 2일에 확인함.
42. ↑  “Musicline.de – Chartverfolgung – Rihanna” (독일어). Media Control Charts. PhotoNet GmbH. 2012년 3월 6일에 원본 문서에서 보존된 문서. 2010년 9월 9일에 확인함.
43. ↑  “Nederlandse Top 40 – week 03, 2009” (네덜란드어). Dutch Top 40. Stichting Nederlandse Top 40. 2012년 10월 17일에 원본 문서에서 보존된 문서. 2011년 10월 1일에 확인함.
44. ↑  “Nederlandse Top 40 – week 06, 2009” (네덜란드어). Dutch Top 40. Stichting Nederlandse Top 40. 2012년 10월 17일에 원본 문서에서 보존된 문서. 2011년 10월 2일에 확인함.
45. ↑  “Rihanna – Rehab” (노르웨이어). VG-lista. Hung Medien. 2010년 1월 17일에 원본 문서에서 보존된 문서. 2010년 9월 4일에 확인함.
46. ↑  “SNS IFPI Oficiálna Rihanna” (슬로바키아어). Radio Top 100. IFPI Czech Republic. 2012년 2월 7일에 원본 문서에서 보존된 문서. 2010년 9월 21일에 확인함.
47. ↑  “Video: Rihanna f/ Justin Timberlake – 'Rehab'”. 《Rap-Up》. Devine Lazerine. 2008년 11월 17일. 2012년 3월 8일에 원본 문서에서 보존된 문서. 2011년 8월 31일에 확인함.
48. ↑  “Director Anthony Mandler Discusses Rihanna's Music Video Evolution”. 《Rap-Up》. Devine Lazerine. 2010년 3월 20일. 2012년 3월 10일에 원본 문서에서 보존된 문서. 2010년 9월 19일에 확인함.
49. ↑  Reynolds, Simon (2008년 11월 4일). “Biel 'fuming' at Timberlake, Rihanna”. Digital Spy. Hachette Filipacchi Ltd. 2011년 6월 11일에 원본 문서에서 보존된 문서. 2010년 9월 23일에 확인함.
50. ↑  “Justin Timberlake On Being Rihanna's 'Rehab' Video Guy”. 《Access Hollywood》. NBCUniversal. 2008년 11월 12일. 2012년 3월 21일에 원본 문서에서 보존된 문서. 2010년 9월 6일에 확인함.
51. ↑  Anitai, Tamar (2008년 11월 13일). “Rehab | MTV”. MTV. MTV Networks. 2011년 11월 17일에 원본 문서에서 보존된 문서. 2010년 9월 7일에 확인함.
52. 1 2  Balls, David (2008년 11월 20일). “Rihanna and Justin get steamy in the desert”. Digital Spy. Hachette Filipacchi Ltd. 2012년 6월 12일에 원본 문서에서 보존된 문서. 2010년 9월 6일에 확인함.
53. ↑  Shaviro, Steven (2010). 《Post Cinematic Affect》. O-Books, an imprint of John Hunt Publishing Ltd. 85, 175쪽. ISBN 978-1-84694-431-4.
54. ↑  “7th Annual Urban Music Awards: Complete Winners List”. Urban Music Awards. ProHipHop. 2009년 7월 20일. 2011년 9월 30일에 원본 문서에서 보존된 문서. 2010년 9월 10일에 확인함.
55. 1 2 3  Wenzel, John (2008년 4월 28일). “Kanye West, Rihanna, N.E.R.D. @ the Pepsi Center”. 《The Denver Post》. 2010년 9월 20일에 원본 문서에서 보존된 문서. 2010년 9월 10일에 확인함.
56. ↑  “2008 American Music Awards Winners”. 《Daily News (New York)|Daily News》. 2008년 11월 24일. 2013년 5월 20일에 원본 문서에서 보존된 문서. 2011년 11월 17일에 확인함.
57. ↑  “Good Girl Gone Bad Live (DVD)”. AllMusic. Rovi Corporation. 2015년 12월 11일에 원본 문서에서 보존된 문서. 2010년 8월 10일에 확인함.
58. ↑  “Rehab (Live from MEN Arena, UK, December 6th 2007)”. iTunes Store (GB). Apple. 2012년 11월 13일에 원본 문서에서 보존된 문서. 2011년 9월 26일에 확인함.
59. ↑  Reid, Shaheem (2009년 2월 7일). “Rihanna, Timbaland Pump Up Star-Studded Grammy Party”. MTV News. MTV Networks. 2012년 2월 22일에 원본 문서에서 보존된 문서. 2011년 9월 16일에 확인함.
60. ↑  Swash, Rosie (2009년 2월 9일). “Grammys 2009: Rihanna cancels appearance after boyfriend Chris Brown arrested”. 《The Guardian》. 2012년 6월 29일에 원본 문서에서 보존된 문서. 2009년 5월 27일에 확인함.
61. 1 2  Sprague, David (2010년 8월 17일). “Concert Review: Rihanna/Ke$ha”. 《Variety》. 2011년 6월 4일에 원본 문서에서 보존된 문서. 2011년 10월 2일에 확인함.
62. 1 2  Ratliff, Ben (2010년 8월 14일). “Rihanna at Madison Square Garden, Dressed for Battle”. 《The New York Times》. 2016년 3월 31일에 원본 문서에서 보존된 문서. 2010년 9월 10일에 확인함.
63. 1 2  Linton, Deborah (2010년 5월 16일). “Rihanna – Reviews – Music – Greater Manchester's”. 《City Life (magazine)|City Life》. 2010년 7월 27일에 원본 문서에서 보존된 문서. 2010년 9월 10일에 확인함.
64. ↑  Massimo, Rick (2010년 8월 13일). “Review: Amid neon glitz, a darkness visible in Rihanna's set at Mohegan Sun”. 《The Providence Journal》 (A. H. Belo|A. H. Belo Corporation). 2011년 6월 29일에 원본 문서에서 보존된 문서. 2010년 9월 11일에 확인함.
65. ↑  “Rihanna Wows Brisbane With Last Girl On Earth Gig”. Fox FM (Melbourne)|Fox FM. Austereo. 2011년 2월 26일. 2011년 9월 28일에 원본 문서에서 보존된 문서. 2011년 3월 10일에 확인함.
66. ↑  “Rehab – Single” (이탈리아어). iTunes Store (IT). Apple. 2008년 12월 12일. 2012년 11월 9일에 원본 문서에서 보존된 문서. 2010년 9월 6일에 확인함.
67. ↑  “Rehab – Single” (네덜란드어). iTunes Store (NL). Apple. 2008년 12월 12일. 2012년 11월 9일에 원본 문서에서 보존된 문서. 2010년 9월 6일에 확인함.
68. ↑  “Rehab – Single”. iTunes Store (NZ). Apple. 2008년 12월 12일. 2012년 11월 9일에 원본 문서에서 보존된 문서. 2010년 9월 6일에 확인함.
69. ↑  “Rehab – Single”. iTunes Store (NO). Apple. 2008년 12월 12일. 2012년 11월 9일에 원본 문서에서 보존된 문서. 2010년 9월 6일에 확인함.
70. ↑  “Rehab – Single” (스페인어). iTunes Store (ES). Apple. 2008년 12월 12일. 2012년 11월 9일에 원본 문서에서 보존된 문서. 2010년 9월 6일에 확인함.
71. ↑  “Rehab – Single”. iTunes Store (SE). Apple. 2008년 12월 12일. 2012년 11월 9일에 원본 문서에서 보존된 문서. 2010년 9월 6일에 확인함.
72. ↑  “Rehab – Single” (독일어). iTunes Store (CH). Apple. 2008년 12월 12일. 2012년 11월 9일에 원본 문서에서 보존된 문서. 2010년 9월 6일에 확인함.
73. ↑  “Rihanna – Rehab” (네덜란드어). 7digital Netherlands/Belgium. 2008년 12월 12일. 2011년 7월 7일에 원본 문서에서 보존된 문서. 2010년 9월 10일에 확인함.
74. ↑  “Rihanna – Rehab” (포르투갈어). 7digital Portugal. 2008년 12월 12일. 2011년 7월 22일에 원본 문서에서 보존된 문서. 2010년 9월 6일에 확인함.
75. ↑  “Rihanna – Rehab” (독일어). 7digital Austria. 2008년 12월 19일. 2011년 7월 22일에 원본 문서에서 보존된 문서. 2010년 9월 6일에 확인함.
76. ↑  “Rehab (2-Track)” (독일어). Amazon Germany. 2009년 1월 9일. 2020년 1월 3일에 원본 문서에서 보존된 문서. 2011년 10월 18일에 확인함.
77. ↑  “Rehab (Timbaland Remix) – Single”. iTunes Store (CA). Apple. 2012년 11월 9일에 원본 문서에서 보존된 문서. 2010년 8월 31일에 확인함.